# Frodebu
Frodebu (Front pour la démocratie du Burundi) eller Sahwanya-Frodebu, är ett socialdemokratiskt parti i Burundi och är konsultativ medlem i Socialistinternationalen. 

## Historik
Partiet fick makten vid det första allmänna valet 1993 med stor majoritet (uppgifterna varierar om valresultatet), men deras första president, hutuern Melchior Ndadayé, mördades i en statskupp efter fyra månader av tutsier. Detta inledde en etnisk rensning av tutsier och de hutuer som stödde den förra militärregimens parti UPRONA (Union pour le progrés national).
Partiets leds numer (2015) av Frederic Bamvuginyumvira. Inför valet 2015 bildades en utbrytning ur partiet kallad Frodebu-Nyakuri, av Jean Minani och elva andra partimedlemmar.